# Ceremonials Tour
Il Ceremonials Tour è il secondo tour mondiale del gruppo musicale britannico Florence and the Machine, a supporto del loro secondo album in studio, Ceremonials.

## Date del tour
| Data              | Città                | Stato               | Luogo                                     |
| Europa            | Europa               | Europa              | Europa                                    |
| ----------------- | -------------------- | ------------------- | ----------------------------------------- |
| 2 marzo 2012      | Dublino              | Irlanda             | The O2                                    |
| 4 marzo 2012      | Bournemouth          | Regno Unito         | Bournemouth International Centre          |
| 5 marzo 2012      | Cardiff              | Regno Unito         | Motorpoint Arena Cardiff                  |
| 6 marzo 2012      | Nottingham           | Regno Unito         | Capital FM Arena                          |
| 8 marzo 2012      | Londra               | Regno Unito         | Alexandra Palace                          |
| 9 marzo 2012      | Londra               | Regno Unito         | Alexandra Palace                          |
| 10 marzo 2012     | Londra               | Regno Unito         | Alexandra Palace                          |
| 12 marzo 2012     | Glasgow              | Regno Unito         | Scottish Exhibition and Conference Centre |
| 13 marzo 2012     | Birmingham           | Regno Unito         | National Exhibition Centre                |
| 15 marzo 2012     | Manchester           | Regno Unito         | Manchester Arena                          |
| 16 marzo 2012     | Newcastle            | Regno Unito         | Metro Radio Arena                         |
| 23 marzo 2012     | Monaco di Baviera    | Germania            | Munich Tonhalle                           |
| 24 marzo 2012     | Berlino              | Germania            | Columbiahalle                             |
| 25 marzo 2012     | Amburgo              | Germania            | Große Freiheit                            |
| 27 marzo 2012     | Parigi               | Francia             | Casino de Paris                           |
| 28 marzo 2012     | Parigi               | Francia             | Casino de Paris                           |
| 30 marzo 2012     | Colonia              | Germania            | E-Werk                                    |
| 31 marzo 2012     | Bruxelles            | Belgio              | Ancienne Belgique                         |
| 1º aprile 2012    | Amsterdam            | Paesi Bassi         | Paradiso                                  |
| 3 aprile 2012     | Londra               | Regno Unito         | Royal Albert Hall                         |
| Nord America      |                      |                     |                                           |
| 14 aprile 2012    | Santa Barbara        | Stati Uniti         | Santa Barbara Bowl                        |
| 15 aprile 2012    | Indio                | Stati Uniti         | Empire Polo Club                          |
| 17 aprile 2012    | Reno                 | Stati Uniti         | Grand Sierra Resort                       |
| 18 aprile 2012    | Davis                | Stati Uniti         | Mondavi Center                            |
| 20 aprile 2012    | Phoenix              | Stati Uniti         | Comerica Theatere                         |
| 21 aprile 2012    | Las Vegas Valley     | Stati Uniti         | Cosmopolitan of Las Vegas                 |
| 22 aprile 2012    | Indio                | Stati Uniti         | Empire Polo Club                          |
| 27 aprile 2012    | Minneapolis          | Stati Uniti         | Minneapolis State Theatre                 |
| 28 aprile 2012    | Milwaukee            | Stati Uniti         | The Eagles Ballroom                       |
| 29 aprile 2012    | Saint Louis          | Stati Uniti         | Peabody Opera House                       |
| 1º maggio 2012    | Dallas               | Stati Uniti         | Palladium Ballroom                        |
| 2 maggio 2012     | Houston              | Stati Uniti         | Bayou Music Center                        |
| 3 maggio 2012     | New Orleans          | Stati Uniti         | Fair Grounds Race Course                  |
| 4 maggio 2012     | Memphis              | Stati Uniti         | Tom Lee Park                              |
| 8 maggio 2012     | New York             | Stati Uniti         | Radio City Music Hall                     |
| 11 maggio 2012    | Uncasville           | Stati Uniti         | Mohegan Sun Arena                         |
| 12 maggio 2012    | Atlantic City        | Stati Uniti         | Borgata Events Center                     |
| Oceania           |                      |                     |                                           |
| 17 maggio 2012    | Perth                | Australia           | Burswood Dome                             |
| 20 maggio 2012    | Melbourne            | Australia           | Rod Laver Arena                           |
| 22 maggio 2012    | Adelaide             | Australia           | Adelaide Entertainment Centre             |
| 24 maggio 2012    | Sydney               | Australia           | Sydney Entertainment Centre               |
| 25 maggio 2012    | Sydney               | Australia           | Sydney Opera House                        |
| 26 maggio 2012    | Brisbane             | Australia           | Brisbane River Stage                      |
| 28 maggio 2012    | Auckland             | Nuova Zelanda       | Vector Arena                              |
| Europa            |                      |                     |                                           |
| 22 giugno 2012    | Scheeßel             | Germania            | Eichenring Scheeßel                       |
| 23 giugno 2012    | Tuttlingen           | Germania            | Neuhausen Ob Eck                          |
| 24 giugno 2012    | Londra               | Regno Unito         | Hackney Marshes                           |
| 29 giugno 2012    | San Gallo            | Svizzera            | Gallen Festival Grounds                   |
| 30 giugno 2012    | Arras                | Francia             | Citadelle Vauban                          |
| 1º luglio 2012    | Werchter             | Belgio              | Werchter Festival Grounds                 |
| 6 luglio 2012     | Kinross              | Regno Unito         | Balado Airfield                           |
| 8 luglio 2012     | Dublino              | Irlanda             | Phoenix Park                              |
| 12 luglio 2012    | Benicasim            | Spagna              | Benicàssim Festival Grounds               |
| 14 luglio 2012    | Oeiras               | Portogallo          | Passeio Marítimo de Alges                 |
| Nord America      |                      |                     |                                           |
| 20 luglio 2012    | Burnaby              | Canada              | Deerlake Park                             |
| 21 luglio 2012    | Auburn               | Stati Uniti         | White River Amphitheatre                  |
| 22 luglio 2012    | Troutdale            | Stati Uniti         | Edgefield Amphitheater                    |
| 25 luglio 2012    | Morrison             | Stati Uniti         | Red Rocks Amphitheatre                    |
| 27 luglio 2012    | Somerset             | Stati Uniti         | Somerset Amphitheater                     |
| 29 luglio 2012    | Indianapolis         | Stati Uniti         | White River State Park                    |
| 30 luglio 2012    | Cleveland            | Stati Uniti         | Jacobs Pavilion at Nautica                |
| 31 luglio 2012    | Detroit              | Stati Uniti         | Fox Theatre                               |
| 2 agosto 2012     | Toronto              | Canada              | Molson Canadian Amphitheatre              |
| 3 agosto 2012     | Montréal             | Canada              | Parc Jean-Drapeau                         |
| 5 agosto 2012     | Chicago              | Stati Uniti         | Grant Park                                |
| Europa            |                      |                     |                                           |
| 8 agosto 2012     | Oslo                 | Norvegia            | Middelalderparken                         |
| 9 agosto 2012     | Göteborg             | Svezia              | Slottsskogen                              |
| 22 agosto 2012    | Belfast              | Regno Unito         | Boucher Playing Fields                    |
| 25 agosto 2012    | Reading              | Regno Unito         | Little John's Farm                        |
| 26 agosto 2012    | Leeds                | Regno Unito         | Bramham Park                              |
| 7 settembre 2012  | Isola di Wight       | Regno Unito         | Robin Hill Country Park                   |
| Nord America      |                      |                     |                                           |
| 14 settembre 2012 | Mansfield            | Stati Uniti         | Comcast Center                            |
| 15 settembre 2012 | Wantagh              | Stati Uniti         | Nikon at Jones Beach Theater              |
| 16 settembre 2012 | Saratoga Springs     | Stati Uniti         | Saratoga Performing Arts Center           |
| 18 settembre 2012 | Camden               | Stati Uniti         | Susquehanna Bank Center                   |
| 19 settembre 2012 | Columbia             | Stati Uniti         | Merriweather Post Pavilion                |
| 21 settembre 2012 | Raleigh              | Stati Uniti         | Raleigh Amphitheater and Festival Site    |
| 22 settembre 2012 | Atlanta              | Stati Uniti         | Piedmont Park                             |
| 23 settembre 2012 | Pensacola            | Stati Uniti         | Pensacola Beach                           |
| 25 settembre 2012 | Tampa                | Stati Uniti         | USF Sun Dome                              |
| 26 settembre 2012 | Sunrise              | Stati Uniti         | BankAtlantic Center                       |
| 29 settembre 2012 | The Woodlands        | Stati Uniti         | Cynthia Woods Mitchell Pavilion           |
| 30 settembre 2012 | Dallas               | Stati Uniti         | Gexa Energy Pavilion                      |
| 1º ottobre 2012   | Kansas City          | Stati Uniti         | Starlight Theatre                         |
| 4 ottobre 2012    | San Diego            | Stati Uniti         | Cricket Wireless Amphitheatre             |
| 5 ottobre 2012    | Mountain View        | Stati Uniti         | Shoreline Amphitheatre                    |
| 7 ottobre 2012    | Los Angeles          | Stati Uniti         | Hollywood Bowl                            |
| 8 ottobre 2012    | Los Angeles          | Stati Uniti         | Hollywood Bowl                            |
| 10 ottobre 2012   | Albuquerque          | Stati Uniti         | The Pavilion                              |
| 12 ottobre 2012   | Austin               | Stati Uniti         | Zilker Park                               |
| 14 ottobre 2012   | Città del Messico    | Messico             | Foro Sol                                  |
| Europa            |                      |                     |                                           |
| 20 novembre 2012  | Milano               | Italia              | Mediolanum Forum                          |
| 22 novembre 2012  | Monaco di Baviera    | Germania            | Zenith                                    |
| 24 novembre 2012  | Amsterdam            | Paesi Bassi         | Heineken Music Hall                       |
| 25 novembre 2012  | Anversa              | Belgio              | Lotto Arena                               |
| 27 novembre 2012  | Parigi               | Francia             | Le Zénith                                 |
| 28 novembre 2012  | Esch-sur-Alzette     | Lussemburgo         | Rockhal                                   |
| 30 novembre 2012  | Düsseldorf           | Germania            | Mitsubishi Electric Halle                 |
| 1º dicembre 2012  | Berlino              | Germania            | Treptow Arena                             |
| 2 dicembre 2012   | Francoforte sul Meno | Germania            | Jahrhunderthalle                          |
| 4 dicembre 2012   | Exeter               | Regno Unito         | Westpoint                                 |
| 5 dicembre 2012   | Londra               | Regno Unito         | The O2 Arena                              |
| 6 dicembre 2012   | Londra               | Regno Unito         | The O2 Arena                              |
| 8 dicembre 2012   | Coventry             | Regno Unito         | Ricoh Arena                               |
| 9 dicembre 2012   | Aberdeen             | Regno Unito         | Aberdeen Exhibition and Conference Centre |
| 10 dicembre 2012  | Liverpool            | Regno Unito         | Echo Arena                                |
| 12 dicembre 2012  | Dublino              | Irlanda             | The O2                                    |
| Asia              |                      |                     |                                           |
| 10 maggio 2013    | Dubai                | Emirati Arabi Uniti | Nasimi Beach                              |
| Sud America       |                      |                     |                                           |
| 14 settembre 2013 | Rio de Janeiro       | Brasile             | Cidade do Rock                            |